# 卡爾奇納托戰役
卡爾奇納托戰役發生於1706年4月19日，是西班牙王位繼承戰爭中的一場戰役，發生在意大利倫巴第大區的卡爾奇納托鎮附近。
帝國軍隊指揮官在這場戰役中迅速組織起了防禦，但卻被擊退，而後的撤退更是成了一場潰敗。